# Дејана Ерић
Дејана Ерић (Београд, 23. март 1990) је српска поп-фолк певачица, правница и блогерка (јутјуберка) која се прославила почетком 2010-их након учешћа у музичком такмичењу Звезде Гранда. Позната је више по песмама Рикошет и Пукло, пропало.

## Биографија
Рођена је 23. марта 1990. у Београду.
Од детињства се занимала за спорт, плес и музику. Тренирала је тенис две године. Као седмогодишњакиња бавила се латиноамеричким и модерним плесовима. Имала је интересовања за новинарство и желела да научи стране језике те да оде на пут око света.

### Образовање и музичка каријера
Завршила је Правно-пословну школу „Београд”, смер правни техничар.
Своје прве професионалне музичке почетке остварила је у Београду и другим српским клубовима/локалима. Као значајан наступ издваја се онај у турском граду назива Кушадаси. Имала је бенд за снимање музичких спотова; клавијатуриста је био Сава Јанков, бивши дечко Теодоре Џехверовић.
Такмичила се у регионалној музичкој ТВ емисији Звезде Гранда (2012, 2015), где није прошла први пут а други пут је прошла у суперфинале (топ 13).
Има два сингла са спотовима; последњи објављен је Пукло, пропало 2019. године, а пре њега Рикошет из 2017. који има преко 20 милиона прегледа на Јутјубу.

### Остало
Поред музике и права, бави се и блоговањем о лепоти (бјути-блогинг). У овој области даје савете женама, посебно о шминкању и моди.

## Приватни живот
Била је удата за колегу Јоцу Стефановића (Јован), од кога се развела после пет месеци брака.

## Дискографија

### Синглови
- Заболиш ме најјаче (2013)
- Таква жена (2016)
- Рикошет (2017)
- Пукло, пропало (2019)

### Спотови
| Год. | Спот           | Режисер       |
| ---- | -------------- | ------------- |
| 2017 | Рикошет        | Ес-де солушон |
| 2019 | Пукло, пропало | Ес-де солушон |